# Champions Trophy mannen 2001
De 23ste editie van de strijd om de Champions Trophy had plaats van zaterdag 3 november tot en met zondag 11 november 2001 op Sportpark Hazelaarweg, het pas opgeleverde complex van HC Rotterdam in de gelijknamige stad. Deelnemende landen waren Australië, Duitsland, Engeland, gastland en titelverdediger Nederland, Pakistan en Zuid-Korea. Het mondiale en jaarlijkse hockeytoernooi zou aanvankelijk in Lahore (Pakistan) worden gespeeld, maar na de oorlogsdreiging in de regio wegens de terreuraanslagen op 11 september in de Verenigde Staten) besloot de FIH de organisatie te verplaatsen. Australië (Sydney) en Nederland (Rotterdam) boden zich aan als alternatief.
Tijdens het toernooi in Rotterdam stond de Nederlandse aanvaller Remco van Wijk regelmatig ter discussie. Na het 1-1 gelijkspel tegen Pakistan uitte bondscoach Joost
Bellaart kritiek op zijn spits. "Hij heeft beneden zijn niveau gespeeld. Het is te lang geleden dat hij respect heeft afgedwongen," zei Bellaart. Op zijn beurt weigerde Van Wijk aan het einde van het toernooi met de pers te praten. De international vond dat hij werd misbruikt door de media. "Ik voelde dat ik werd gebruikt als stootkussen voor de mindere prestaties. Een aantal artikelen had niks meer met hockey te maken. Ze mogen van mij schrijven wat ze willen, maar er werd te veel op de man gespeeld. Sommige journalisten waren er puur op uit om mij onderuit te halen," zo liet hij later optekenen in Hockey Magazine.

## Selecties

### Australië
1. Jamie Dwyer
2. Liam De Young
3. Adam Commens
4. Troy Elder
5. Lachlan Dreher (gk)
6. Jeremy Hiskins
7. Paul Gaudoin
8. Matthew Smith
9. Bevan George

1. Ben Taylor
2. Craig Victory
3. Mark Hickman (gk)
4. Scott Webster
5. Aaron Hopkins
6. Matthew Wells
7. Brent Livermore
8. Dean Butler
9. Zain Wright

Bondscoach: Barry Dancer

### Duitsland
- Clemens Arnold (gk)
- Sebastian Biederlack
- Philipp Crone
- Oliver Domke
- Eike Duckwitz
- Christoph Eimer
- Björn Emmerling
- Michael Green
- Tobias Hentschel

- Florian Keller
- Florian Kunz 
- Christian Mayerhöfer
- Björn Michel
- Jamilon Mülders
- Sascha Reinelt
- Christopher Reitz (gk)
- Christian Wein
- Tibor Weißenborn

Bondscoach: Bernhard Peters
- Assistent: Markus Weise
- Dokter:  Andreas Neuking
- Fysiotherapeut: Mario Plesse
- Manager: Bernd Schöpf
- Manager: Dieter Schuermann

### Engeland
- Tom Bertram
- Jason Collins
- Jon Evennett
- Jerome Goudie
- Danny Hall
- Danny Haydon
- Andy Humphrey
- Mike Johnson
- Manpreet Kochar

- Jimi Lewis
- David Mathews
- Mark Pearn
- Nick Taylor
- Robert Todd
- Jimmy Wallis
- Bill Waugh
- Duncan Woods
- Jon Wyatt

Bondscoach:

### Nederland
- Guus Vogels (gk)
- Josef Kramer (gk)
- Menno Booij
- Friso Jiskoot
- Bram Lomans
- Taeke Taekema
- Diederik van Weel
- Sander van der Weide
- Jeroen Delmee 

- Rob Derikx
- Piet-Hein Geeris
- Teun de Nooijer
- Marc van Wijk
- Matthijs Brouwer
- Ronald Brouwer
- Marten Eikelboom
- Karel Klaver
- Remco van Wijk

Bondscoach: Joost Bellaart
- Assistent: Michel van den Heuvel
- Manager: Patrick Appels
- Dokter:  Piet-Hein Kolkman
- Fysiotherapeut: Erik Gemser
- Videoman: Roberto Tolentino

## Voorronde
| 3 november 12:00                                                       |       |                                                         |                                                        |
| Engeland                                                               | 4 – 3 | Zuid-Korea                                              | Scheidsrechters: Peter Elders (NED) Murray Grime (AUS) |
| Jimmy Wallis 26' David Mathews 46' David Mathews 50' David Mathews 53' |       | 34' Yeo Woon-Kon 40' Song Seung-Tae 45' Hwang Jong-Hyun | Scheidsrechters: Peter Elders (NED) Murray Grime (AUS) |

| 3 november 14:30 |       |                  |                                                             |
| Nederland        | 1 – 1 | Pakistan         | Scheidsrechters: Santiago Deo (ESP) Jan-Jochen Rommel (GER) |
| Taeke Taekema 9' |       | 27' Sohail Abbas | Scheidsrechters: Santiago Deo (ESP) Jan-Jochen Rommel (GER) |

| 3 november 17:00                  |       |                   |                                                                 |
| Duitsland                         | 2 – 1 | Australië         | Scheidsrechters: Raymond O'Connor (IRL) Nicholas Lockhart (ENG) |
| Oliver Domke 41' Florian Kunz 60' |       | 8' Jeremy Hiskins | Scheidsrechters: Raymond O'Connor (IRL) Nicholas Lockhart (ENG) |

| 4 november 12:30                   |       |            |                                                            |
| Pakistan                           | 2 – 0 | Zuid-Korea | Scheidsrechters: Edmundo Saladino (ARG) Santiago Deo (ESP) |
| Kashif Jawwad 6' Kashif Jawwad 63' |       |            | Scheidsrechters: Edmundo Saladino (ARG) Santiago Deo (ESP) |

| 4 november 15:00                                 |       |                                         |                                                           |
| Australië                                        | 3 – 2 | Nederland                               | Scheidsrechters: Raymond O'Connor (IRL) John Wright (RSA) |
| Jamie Dwyer 25' Troy Elder 58' Matthew Smith 65' |       | 6' Teun de Nooijer 67' Matthijs Brouwer | Scheidsrechters: Raymond O'Connor (IRL) John Wright (RSA) |

| 4 november 17:30                 |       |          |                                                                |
| Duitsland                        | 2 – 0 | Engeland | Scheidsrechters: Peter Elders (NED) Mahmood Butt Rasheed (PAK) |
| Florian Kunz 7' Florian Kunz 24' |       |          | Scheidsrechters: Peter Elders (NED) Mahmood Butt Rasheed (PAK) |

| 6 november 14:30                                       |       |                  |                                                            |
| Australië                                              | 3 – 1 | Pakistan         | Scheidsrechters: John Wright (RSA) Nicholas Lockhart (ENG) |
| Jeremy Hiskins 42' Jeremy Hiskins 55' Adam Commens 68' |       | 66' Sohail Abbas | Scheidsrechters: John Wright (RSA) Nicholas Lockhart (ENG) |

| 6 november 17:00                                   |       |            |                                                                    |
| Duitsland                                          | 3 – 0 | Zuid-Korea | Scheidsrechters: Edmundo Saladino (ARG) Mahmood Butt Rasheed (PAK) |
| Florian Kunz 14' Florian Kunz 46' Oliver Domke 63' |       |            | Scheidsrechters: Edmundo Saladino (ARG) Mahmood Butt Rasheed (PAK) |

| 6 november 19:30              |       |                                                            |                                                             |
| Engeland                      | 2 – 3 | Nederland                                                  | Scheidsrechters: Jan-Jochen Rommel (GER) Murray Grime (AUS) |
| Danny Hall 44' Mark Pearn 55' |       | 18' Teun de Nooijer 21' Marten Eikelboom 25' Jeroen Delmee | Scheidsrechters: Jan-Jochen Rommel (GER) Murray Grime (AUS) |

| 7 november 15:00                                                       |       |                                                                                        |                                                            |
| Pakistan                                                               | 4 – 5 | Duitsland                                                                              | Scheidsrechters: Raymond O’Connor (IRL) Murray Grime (AUS) |
| Sohail Abbas 34' Sohail Abbas 35' Sohail Abbas 51' Muhammad Sarwar 56' |       | 5' Oliver Domke 28' Michael Green 30' Florian Kunz 32' Christian Wein 55' Florian Kunz | Scheidsrechters: Raymond O’Connor (IRL) Murray Grime (AUS) |

| 7 november 17:30                                    |       |                                    |                                                            |
| Australië                                           | 3 – 2 | Engeland                           | Scheidsrechters: Edmundo Saladino (ARG) Peter Elders (AUS) |
| Matthew Wells 21' Troy Elder 28' Jeremy Hiskins 53' |       | 26' Jason Collins 41' Jimmy Wallis | Scheidsrechters: Edmundo Saladino (ARG) Peter Elders (AUS) |

| 7 november 20:00                     |       |                                                               |                                                             |
| Zuid-Korea                           | 2 – 3 | Nederland                                                     | Scheidsrechters: Nicholas Lockhart (ENG) Santiago Deo (ESP) |
| Kang Keon-Wook 13' Lee Jung-Seon 24' |       | 35' Teun de Nooijer 38' Matthijs Brouwer 42' Piet-Hein Geeris | Scheidsrechters: Nicholas Lockhart (ENG) Santiago Deo (ESP) |

| 10 november 10:00                                     |       |                                                                                    |                                                                    |
| Zuid-Korea                                            | 3 – 5 | Australië                                                                          | Scheidsrechters: Raymond O'Connor (IRL) Mahmood Butt Rasheed (PAK) |
| Yeo Woon-Kon 35' Kang Keon-Wook 55' Lee Jung-Seon 68' |       | 20' Craig Victory 36' Adam Commens 39' Troy Elder 49' Troy Elder 67' Scott Webster | Scheidsrechters: Raymond O'Connor (IRL) Mahmood Butt Rasheed (PAK) |

| 10 november 12:00                  |       |                                                     |                                                            |
| Nederland                          | 2 – 3 | Duitsland                                           | Scheidsrechters: Edmundo Saladino (ARG) Murray Grime (AUS) |
| Taeke Taekema 46' Karel Klaver 68' |       | 2' Björn Michel 38' Sascha Reinelt 59' Florian Kunz | Scheidsrechters: Edmundo Saladino (ARG) Murray Grime (AUS) |

| 10 november 14:00                           |       | |                                                            |
| Engeland                                    | 3 – 6 | Pakistan                                                                                                   | Scheidsrechters: Jan-Jochen Rommel (GER) John Wright (RSA) |
| Mark Pearn 15' Jon Wyatt 24' Danny Hall 53' |       | 7' Sohail Abbas 34' Kashif Jawwad 37' Sohail Abbas 60' Kashif Jawwad 64' Muhammad Nadeem 69' Kashif Jawwad | Scheidsrechters: Jan-Jochen Rommel (GER) John Wright (RSA) |

## Eindstand voorronde
| № | Land       | WG | W | G | V | DV | DT | +/– | Punten |
| - | ---------- | -- | - | - | - | -- | -- | --- | ------ |
| 1 | Duitsland  | 5  | 5 | 0 | 0 | 15 | 7  | +8  | 15     |
| 2 | Australië  | 5  | 4 | 0 | 1 | 15 | 10 | +5  | 12     |
| 3 | Pakistan   | 5  | 2 | 1 | 2 | 14 | 12 | +2  | 7      |
| 4 | Nederland  | 5  | 2 | 1 | 2 | 11 | 11 | 0   | 7      |
| 5 | Engeland   | 5  | 1 | 0 | 4 | 11 | 17 | –6  | 3      |
| 6 | Zuid-Korea | 5  | 0 | 0 | 5 | 8  | 17 | –9  | 0      |

## Play-offs
Om vijfde plaats
| 11 november 12:00                               |                           |                                                         |                                                                     |
| Engeland                                        | 3 – 3 3 – 2 (strafballen) | Zuid-Korea                                              | Scheidsrechters: Mahmood Butt Rasheed (PAK) Jan-Jochen Rommel (GER) |
| Danny Hall 32' Jerome Goudie 64' Mark Pearn 66' |                           | 7' Lee Jung-Seon 51' Hwang Jong-Hyun 65' Song Seung-Tae | Scheidsrechters: Mahmood Butt Rasheed (PAK) Jan-Jochen Rommel (GER) |

Troostfinale
| 11 november 11:00                                                                             |       |                                    |                                                            |
| Nederland                                                                                     | 5 – 2 | Pakistan                           | Scheidsrechters: Nicholas Lockhart (ENG) John Wright (RSA) |
| Teun de Nooijer 14' Ronald Brouwer 20' Taeke Taekema 31' Marten Eikelboom 39' Bram Lomans 51' |       | 38' Kashif Jawwad 70' Sohail Abbas | Scheidsrechters: Nicholas Lockhart (ENG) John Wright (RSA) |

Finale
| 11 november 13:30                 |       |                   |                                                        |
| Duitsland                         | 2 – 1 | Australië         | Scheidsrechters: Santiago Deo (ESP) Peter Elders (NED) |
| Florian Kunz 35' Florian Kunz 46' |       | 45' Matthew Smith | Scheidsrechters: Santiago Deo (ESP) Peter Elders (NED) |

## Eindstand
1. Duitsland
2. Australië
3. Nederland
4. Pakistan
5. Engeland
6. Zuid-Korea

## Topscorer
1. Florian Kunz  Duitsland 10 doelpunten
Mannen:
Lahore 1978 ·
Karachi 1980 ·
Karachi 1981 ·
Amstelveen 1982 ·
Karachi 1983 ·
Karachi 1984 ·
Perth 1985 ·
Karachi 1986 ·
Amstelveen 1987 ·
Lahore 1988 ·
Berlijn 1989 ·
Melbourne 1990 ·
Berlijn 1991 ·
Karachi 1992 ·
Kuala Lumpur 1993 ·
Lahore 1994 ·
Berlijn 1995 ·
Chennai 1996 ·
Adelaide 1997 ·
Lahore 1998 ·
Brisbane 1999 ·
Amstelveen 2000 ·
Rotterdam 2001 ·
Keulen 2002 ·
Amstelveen 2003 ·
Lahore 2004 ·
Chennai 2005 ·
Barcelona 2006 ·
Kuala Lumpur 2007 ·
Rotterdam 2008 ·
Melbourne 2009 ·
Mönchengladbach 2010 ·
Auckland 2011 ·
Melbourne 2012 ·
Bhubaneswar 2014 ·
Londen 2016 ·
Breda 2018
Vrouwen:
Amstelveen 1987 ·
Frankfurt 1989 ·
Berlijn 1991 ·
Amstelveen 1993 ·
Mar del Plata 1995 ·
Berlijn 1997 ·
Brisbane 1999 ·
Amstelveen 2000 ·
Amstelveen 2001 ·
Macau 2002 ·
Sydney 2003 ·
Rosario 2004 ·
Canberra 2005 ·
Amstelveen 2006 ·
Quilmes 2007 ·
Mönchengladbach 2008 ·
Melbourne 2009 ·
Nottingham 2010 ·
Amstelveen 2011 ·
Rosario 2012 ·
Mendoza 2014 ·
Londen 2016 ·
Changzhou 2018